# Rio Heroes
Rio Heroes é uma série de televisão brasileira coproduzida pela Mixer Films, NBCUniversal e Fox Brasil e exibida pela Fox Premium desde 24 de fevereiro de 2018.

## Elenco

### Principal
| Ator              | Personagem          | Temporadas | Temporadas | Temporadas |
| Ator              | Personagem          | 1ª 2018    | 2ª 2019    |            |
| ----------------- | ------------------- | ---------- | ---------- | ---------- |
| Murilo Rosa       | Jorge Pereira       |            |            |            |
| Luiz Guilherme    | Mestre Galdino Maia |            |            |            |
| Duda Nagle        | Rogerinho           |            |            |            |
| André Ramiro      | Basílio Mesquita    |            |            |            |
| Charles Paraventi | Scott Darwin        |            |            |            |
| Rafael Losso      | Eric Maia           |            |            |            |
| Giovanni Gallo    | Max Werneck         |            |            |            |
| Bruno Bellarmino  | Jair Cabeçada       |            |            |            |
| Ronny Kriwat      | Pipo                |            |            |            |
| Marcos Reis       | Túlio               |            |            |            |
| Vinicius Teixeira | Charles             |            |            |            |
| Roney Facchini    | Rogério             |            |            |            |
| Juliana Araripe   | Carol Pereira       |            |            |            |
| Luisa Micheletti  | Mayara Mesquita     |            |            |            |
| Ingrid Gaigher    | Tatiana             |            |            |            |
| Priscila Fantin   | Claudinha Pitbull   |            |            |            |
| Miguel Nader      | Goya                |            |            |            |
| Ernani Sanchez    | Ramiro              |            |            |            |
| Robson Maia       | Adam                |            |            |            |
| Paulo Américo     | Elias               |            |            |            |
| Juliana Galdino   | Velha Jones         |            |            |            |
| Marcelo Rocha     | Boa Noite           |            |            |            |

## Temporadas
- 1.ª temporada (5 episódios) - 24 de fevereiro de 2018 - 24 de março de 2018
- 2.ª temporada (5 episódios) - 10 de maio de 2019 - 7 de junho de 2019